# Polycrate de Samos
Pour les articles homonymes, voir Polycrate.
 (novembre 2016).
Si vous disposez d'ouvrages ou d'articles de référence ou si vous connaissez des sites web de qualité traitant du thème abordé ici, merci de compléter l'article en donnant les références utiles à sa vérifiabilité et en les liant à la section « Notes et références ».
Polycrate de Samos est un tyran de l'île de Samos de 538 à 522 av. J.-C.

## Biographie
Fils d'Alakes, un riche habitant de Samos, Polycrate profite de la situation nouvelle dans laquelle se trouve le monde grec depuis la conquête du royaume de Lydie par Cyrus II. Cyrus II impose aux cités ioniennes d'Asie mineure le paiement d'impôts et la fourniture de soldats. À la suite de sa prise de Babylone, Cyrus et la flotte phénicienne qu'il contrôle menacent les îles grecques, et notamment Samos. Cela crée une situation de crise dont profite Polycrate pour prendre le pouvoir.
Avec ses frères Pantagnotos et Syloson, Polycrate prend le pouvoir lors d'un festival en l'honneur d'Héra. Soutenus par le peuple, ils assassinent les chefs des familles aristocratiques de l'île. Mais, peu après, Polycrate assassine aussi son premier frère et exile le second afin de régner seul. Il a la réputation d'être un guerrier féroce et un tyran éclairé. Il se comporte en souverain absolu, et, grâce à sa flotte de corsaires, impose une sorte de blocus aux cités de la côte ionienne en Asie Mineure, jusqu'à ce qu'elles acceptent de lui payer tribut. Plus tard, avec une flotte de 100 pentécontères et une armée de 1000 archers, il pille les îles de la mer Égée et celles des cités ioniennes qui lui résistaient ou se rebellaient, battant leurs flottes et réduisant en esclavage les populations de Lesbos et Milet. Il profite ensuite des relations commerciales étendues de ces villes, notamment celles de Milet. 
Polycrate noue ultérieurement une alliance avec Cyrène, puis avec le pharaon d'Égypte Amasis, et avec le tyran de Naxos Lygdamis. Il conquiert aussi la petite île de Rhénée qu'il relie à Délos par une chaîne pour la dédier à Apollon. Il fait construire à Samos un aqueduc (le fameux tunnel d'Eupalinos), un grand temple à Héra appelé Héraion de Samos, auquel Amasis fera de nombreuses offrandes, et un palais que reconstruira l'empereur romain Caligula. Il est aussi le protecteur des poètes Anacréon et Ibycos mais aussi du médecin de Crotone, Démocédès.

## L'anneau de Polycrate
Selon Hérodote, Amasis voit en Polycrate un homme à qui la chance sourit trop et lui conseille de jeter au loin « l'objet qui a le plus de valeur pour lui », afin d'éviter un revers de fortune. Le tyran suit sa recommandation et part en mer pour se défaire d'une bague incrustée d'une pierre précieuse qui lui est particulièrement chère. La question est de savoir si le don sera agréé par les dieux, jaloux de son bonheur sans mélange. Cependant, quelques jours plus tard, un pêcheur prend dans ses filets un grand poisson qu'il considère comme digne de son souverain. Alors que les cuisiniers de Polycrate préparent le présent, ils y découvrent l'anneau et, tout heureux, l'apportent au tyran : la renonciation consentie par Polycrate est refusée ; il est condamné à une ruine totale pour expier une prospérité trop continue. Quand le récit de l'histoire de son allié parvient à Amasis, celui-ci dénonce immédiatement les accords qui les lient, craignant que l'incroyable chance qui favorise cet homme ne se conclue par un sort funeste.
À cette époque, le Samien fait construire une flotte de quarante trières, certainement la première du monde grec utilisant ce nouveau type de navires. Il fait embarquer sur ces vaisseaux des hommes qu'il juge enclins à la révolte et demande au monarque perse de les exécuter. Se doutant du piège, ils quittent l'Égypte et reviennent à Samos pour attaquer le tyran. Celui-ci perd contre eux une bataille navale puis se retranche sur les hauteurs de l'île d’où les insurgés ne parviennent pas à le déloger. Ils font alors voile vers la Grèce continentale pour solliciter l'aide de Sparte et de Corinthe qui envahissent l'île et font le siège de la cité de Samos (actuelle Pythagorion) pendant quarante jours, sans succès.
Hérodote parle aussi de la mort de Polycrate : vers la fin du règne de Cambyse, le satrape Oroitès de Sardes décide de tuer le tyran, soit parce qu'il n'a pas réussi à intégrer Samos à l'empire perse, soit parce que Polycrate aurait infligé une rebuffade à un ambassadeur perse. Polycrate se rend à Sardes où il est invité, malgré les mises en garde de sa fille, et y est assassiné. Son secrétaire, Maïandrios, allié d'Oroitès lui succède. Lucien de Samosate affirme qu'il a été empalé.

## Folkloristique
Le motif de l'anneau jeté à la mer et qui est, soit rapporté par un poisson, soit retrouvé à l'intérieur d'un poisson pêché, est courant dans le folklore international. Il a été codifié B548.2.1 dans la classification de Stith Thompson, et on le retrouve par exemple dans le conte de Grimm intitulé Le Serpent blanc (en allemand : Die weiße Schlange).